# Misiuni diplomatice în Republica Moldova

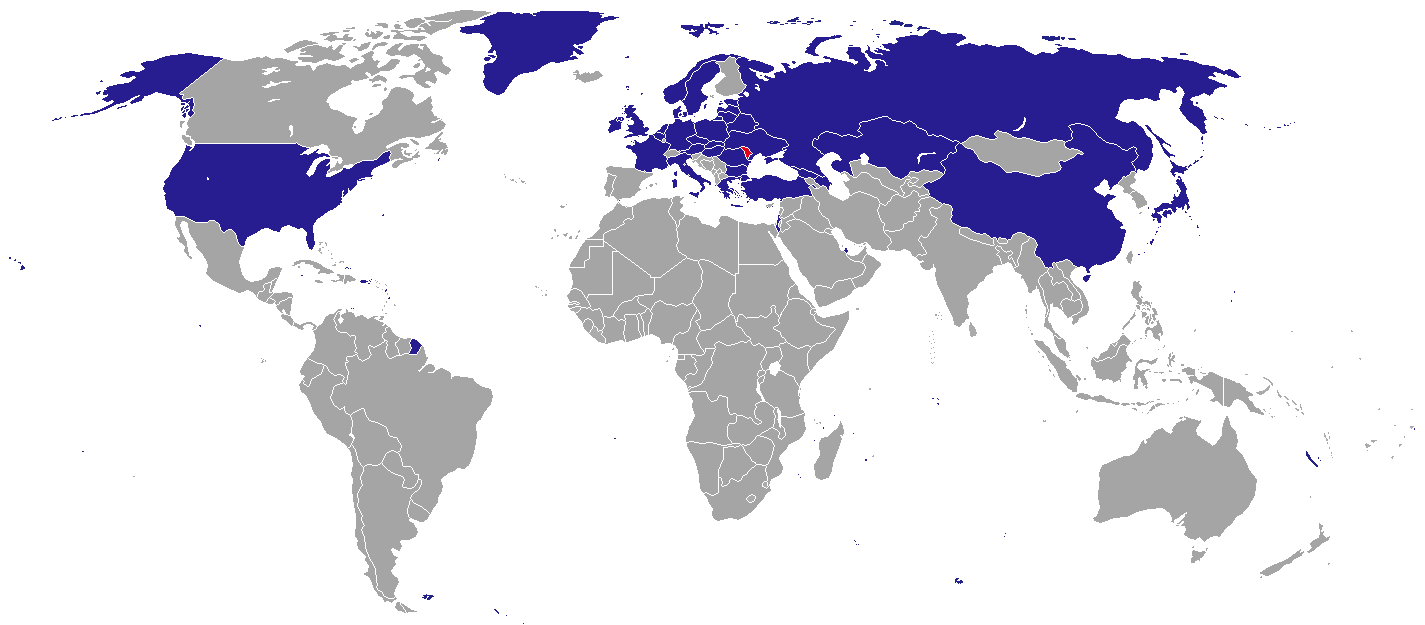
Harta țărilor cu misiuni diplomatice în Republica Moldova

Această pagină prezintă misiunile diplomatice rezidente în Republica Moldova. În prezent capitala țării, Chișinău găzduiește 27 ambasade. Multe alte state sunt reprezentate prin intermediul ambasadelor lor din alte capitale din regiune ca București, Budapesta, Kiev, sau Moscova.

## Ambasade inChișinău:

Ambasada Statelor Unite la Chișinău

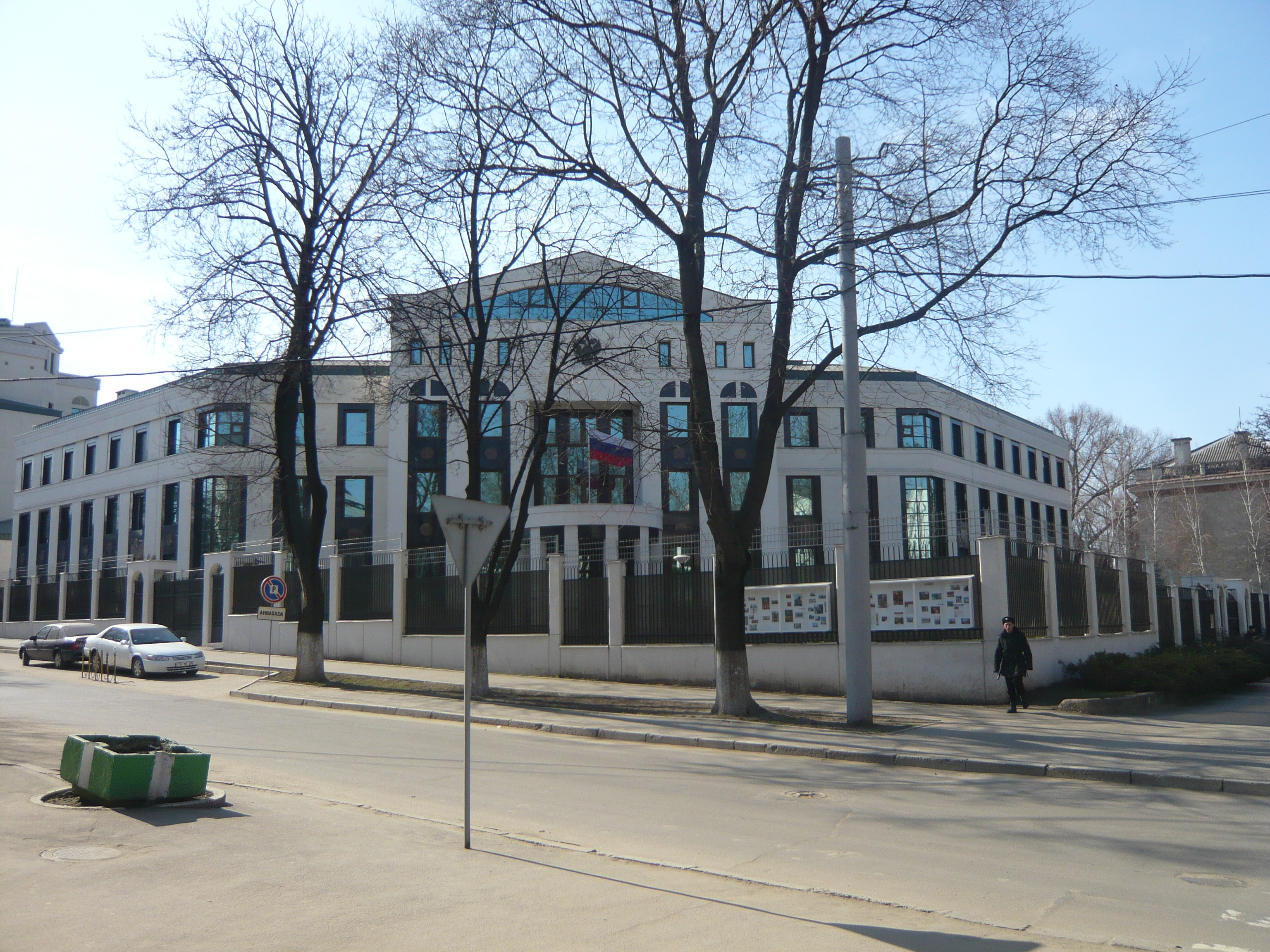
Ambasada Rusiei la Chișinău

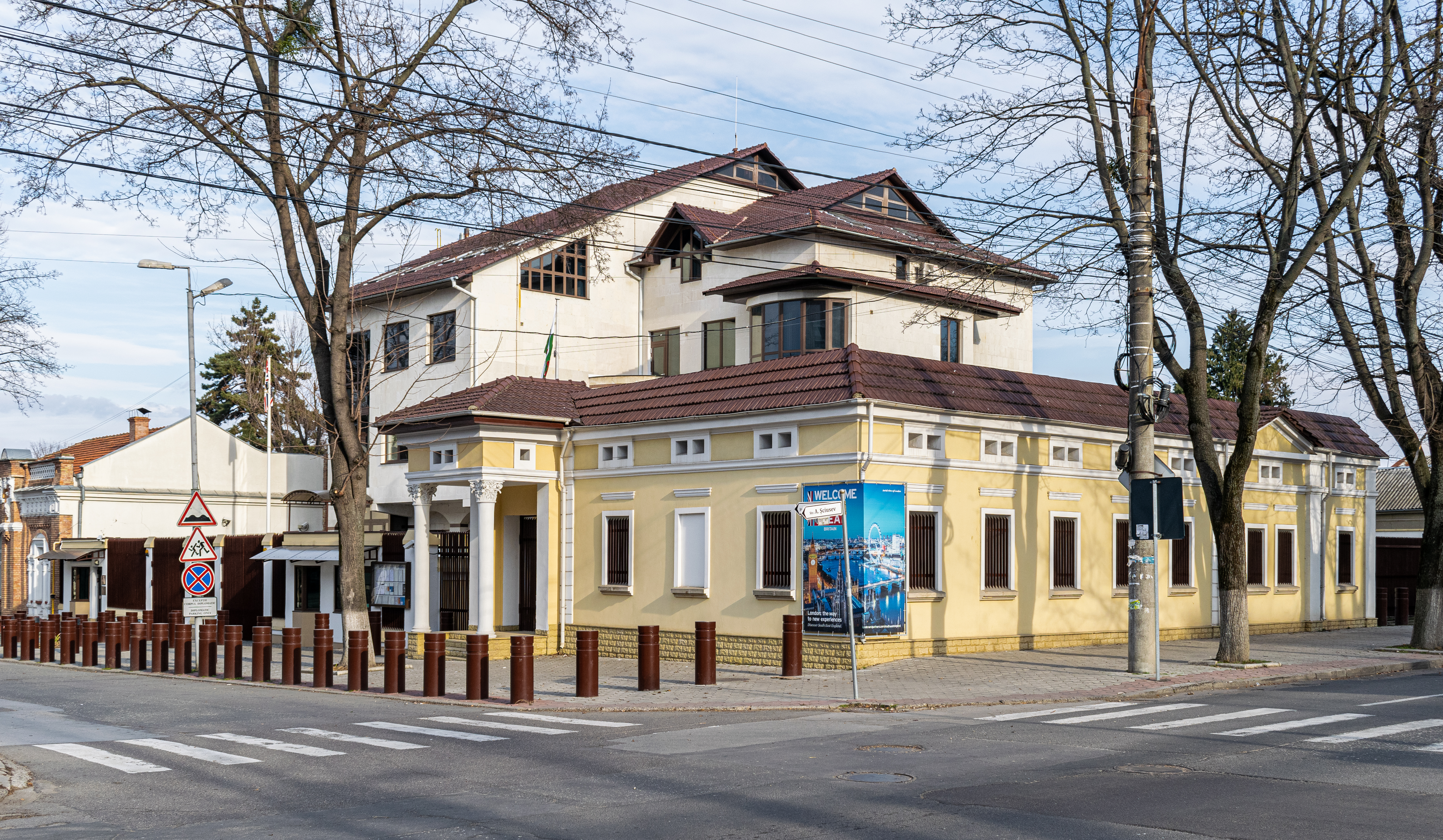
Ambasada Marii Britanii în Republica Moldova

| - Austria (ambasadă) - Azerbaidjan (ambasadă) - Belarus (ambasadă) - Bulgaria (ambasadă) - China (ambasadă) - Cehia (ambasadă) - Franța (ambasadă) - Georgia (ambasadă) - Germania (ambasadă) - Grecia (ambasadă) - Ungaria (ambasadă) - Italia (ambasadă) - Japonia (ambasadă) - Kazahstan (ambasadă) | - Letonia (ambasadă) - Lituania (ambasadă) - Țările de Jos (ambasadă) - Polonia (ambasadă) - Qatar (ambasadă) - România (ambasadă) - Rusia (ambasadă) - Slovacia (ambasadă) - Suedia (ambasadă) - Turcia (ambasadă) - Ucraina (ambasadă) - Regatul Unit (ambasadă) - Statele Unite ale Americii (ambasadă) |

## Delegati/Misiuni/Oficii:
| - Națiunile Unite (Delegatie) - Uniunea Europeană (Delegatie) - Organizația pentru Securitate și Cooperare în Europa (Delegație) - Centrul de Informare NATO din Republica Moldova (Delegatie) |

## Consulate:
Chișinău
- Bulgaria (Consulat)
- Coreea de Sud (Consulat Onorific)
- Irlanda (Consulat Onorific)
- Mexic (Consulat Onorific)
- România (Consulat General)

Bălți
- România (Consulat General)
- Ucraina (Consulat)

Cahul
- România (Consulat General)

Comrat
- Turcia (Consulat General)

Taraclia
- Bulgaria (Consulat)

Ungheni
- România (Consulat)

## Ambasade acreditate:
Rezidente în București, Kiev, Sofia, Budapesta, Atena, Varsovia si Moscova  dacă nu este specificat altceva alături:
| - Armenia (Kiev) - Afghanistan (Moscova) - Albania (Moscova) - Algeria (Kiev) - Angola (Moscova) - Argentina - Australia (Moscova) - Belgia (București) - Bosnia și Herțegovina (Budapesta) - Brazilia (Moscova) - Canada (Bucuresti) - Croația - Cuba (Kiev) - Cipru (Budapesta) - Danemarca - Egipt - Estonia (Kiev) - Finlanda - Vatican - Islanda (Moscova) - Irlanda (Bucuresti) - India (București) | - Indonesia - Iran (Kiev) - Israel (Kiev) - Coreea de Sud (Moscova) - Coreea de Nord (Kiev) - Kuwait (Sofia) - Kârgâzstan (Kiev) - Macedonia (Sofia) - Madagascar (Moscova) - Malaezia (Varșovia) - Malta (Valletta) - Mexic (Atena) - Mongolia (Budapesta) - Muntenegru (Sofia) - Maroc - Norvegia - Pakistan - Panama (Moscova) - Filipine (Budapesta) | - Portugal (București) - Serbia (Kiev) - Sierra Leone (Moscova) - Slovenia (Budapesta) - Africa de Sud (Kiev) - Spania (București) - Sri Lanka (Moscova) - Elveția (Kiev) - Thailanda (Moscova) - Venezuela (Minsk) - Vietnam (Kiev) - Yemen (Moscova) - Zambia (Moscova) |

## Legături externe
- Misiunile diplomatice și oficii consulare în Republica Moldova Arhivat în 25 septembrie 2013, la Wayback Machine.